# Vanitas (The Case Study of Vanitas)
Vanitas (ヴァニタス?, Vanitasu) è il protagonista della serie The Case Study of Vanitas, ideato dalla mangaka Jun Mochizuki e trasposto ad anime dallo studio Bones. Ha ereditato il nome dal Vampiro della Luna Blu, da lui chiamato Luna; l'originale viene sostituito nel manga da molteplici x. 
Vanitas è un tipo misterioso dalla personalità contorta, con un passato ombroso. Appare civettuolo ed egoista, nascondendo la sua bontà d'animo. Viene descritto come un ragazzo bellissimo e in realtà gentile. 
Il personaggio ha riscontrato ampiamente il favore del pubblico, divenendo motivo di successo per l'opera. Nel doppiaggio originale, la voce è di un apprezzato Natsuki Hanae.

## Sviluppo

Vanitas nella copertina del primo volume del manga

Mentre scriveva Pandora Hearts, Jun Mochizuki progettava di disegnare un manga con i vampiri o che si ambientasse a scuola, ma concepì il profilo di Vanitas solo durante il primo viaggio in Francia. Visitando la città di Mont-Saint-Michel, pensò alla storia di una piccola isola su cui un vampiro avesse vegliato per cento anni, e fu allora che nacque il prototipo del protagonista, benché nel lavoro conosciuto non sia rimasta alcuna traccia dell'idea originaria.
Fin dal principio, la Mochizuki voleva che Vanitas ispirasse una sensazione di libertà ed eccentricità facendo qualsiasi cosa gli venisse in mente, ma ha trovato un equilibrio con il coprotagonista Noè, più puro e con un forte senso di responsabilità, rendendo i due personaggi complementari. Inizialmente, Vanitas era il vampiro e Noè l'umano, potevano essere rispettivamente paragonati a Sherlock Holmes e Watson. Il responsabile consigliò tuttavia alla mangaka di rendere le cose più interessanti invertendo i ruoli, trasformando, cioè, Vanitas nell'umano.
Stabilito che Vanitas fosse il salvatore dei vampiri, Jun si chiedeva come mostrarlo visivamente mentre guariva i pazienti. Non le interessava fargli eseguire pure procedure mediche, e immaginava che neppure ai lettori sarebbe piaciuto assistervi; di conseguenza pensò a qualcosa di più concettuale, e fu così che decise di usare la storia del vero nome dei vampiri, necessario per la cura.
Il design di Vanitas ha subito qualche modifica rispetto all'inizio. La delusione di un amico per esso ha portato la Mochizuki a sviluppare la frangia a due livelli sul lato, mentre i canini prominenti sono un residuo della concezione vampirica del personaggio.
Il doppiatore, Natsuki Hanae, è stato scelto per il sex appeal percettibile anche in una frase banale come: «È un segreto». Elogiato anche dal regista, Tomoyuki Itamura, usa pienamente tutte le parti cool, non cool e sexy per far risaltare il fascino di Vanitas. La prima volta di fronte all'originale e alla sceneggiatura, Hanae pensò che si trattasse di una storia difficile a causa di termini tecnici come Libro di Vanitas, ma proseguendo la lettura venne attratto dalla visione del mondo descritta, e lo scopo chiaro di Vanitas, curare i vampiri che sono divenuti maledetti, gli permise di entrare facilmente nella narrazione. La sua impressione iniziale del personaggio fu quella di un ragazzo ridicolo, egli diceva cose che avrebbero potuto offendere gli altri ed era scortese. La libertà è una delle attrazioni di Vanitas, commenta Hanae, che tuttavia si chiedeva cosa pensare; disse: «A volte dico la verità, ma è difficile da capire. È davvero un bluff? Anche nelle conversazioni in cui il tono era gravemente abbassato, era difficile capire dove dare importanza. Ho una discussione con il direttore del suono ogni volta e chiedo che mi dicano in anticipo che "sto dicendo la verità qui"». Il doppiatore si è inoltre divertito nell'interpretazione, considerando Vanitas a volte infantile e la varietà delle sue espressioni facciali. La difficoltà erano le battute lunghe e trasmettere il necessario pur omettendo alcune parti della versione originale. Natsuki gradisce scene «piuttosto sexy» in cui Jeanne succhia il sangue di Vanitas. Avrebbe anche voluto provare a consumare, ma «Vanitas può essere solo risucchiato».

## Personalità
Vanitas si presenta come un giovane misterioso dal sorriso civettuolo che fa tutto quel che desidera, senza curarsi della volontà altrui; un mascalzone spavaldo, disinvolto, imprevedibile e malizioso, che flirta liberamente con chi preferisce e prende in giro; invece di sconfiggere in battaglia un'avversaria impressionante come Jeanne, preferisce ridurla a una «patetica vergine arrossita». Imperscrutabile, alterna momenti gioviali e seri. È molto perspicace. 
Alle spalle, un passato nascosto di sofferenze lo ha convinto della mostruosità e del profondo egoismo comune a persone e vampiri, sfociando al contempo in sensi di colpa che lo spingono, dietro la facciata da duro, a sacrificarsi affinché nessun altro muoia a causa sua. Vanitas viene descritto come un ragazzo gentile, chi ne scopre la vera natura lo considera una brava persona. È un tipo "freddoloso" che si disprezza e giudica indegno di amore. Vuole restare solo, ovvero libero, per paura di soffrire, perciò rifiuta qualsiasi tipo di legame sentimentale e non ammette se gli capita di affezionarsi. Non riesce a perdonare Luna. Tiene a nascondere sotto un guanto il segno di possessione sul braccio lasciatogli dal vampiro dopo aver bevuto il suo sangue (lo espone solo per dimostrare l'appartenenza al clan della Luna Blu o per sfruttarne il potere), ed è consapevole che in alcune circostanze la morte sia fonte di salvezza.
Vanitas non ha paura di dover combattere con un avversario ben più potente, nemmeno ricorrendo ad uno scontro diretto: consapevole della sua debolezza, è pronto a rischiare tutto per sopravvivere contro Noè, che invece si affida alla propria forza vampirica per non ucciderlo.

## Storia

### Antefatti
La madre di Vanitas morì di parto. Il padre, medico, aveva abbandonato la ricca famiglia per unirsi alla sua compagnia di artisti itineranti, benché a disagio. Vanitas viaggiò insieme al gruppo fino all'attacco dei vampiri, durante cui il genitore perse la vita nel tentativo di proteggerlo, nonostante l'odio nei suoi confronti. Venne salvato dagli Chasseur e ne divenne una recluta, ma catturò l'attenzione del dottor Moreau (assunto dagli Chasseur per condurre ricerche sui vampiri), che lo rapì, sostituendolo col cadavere di un innocente dalla corporatura simile, ucciso appositamente. In segreto, Moreau, ossessionato dal desiderio di trasformarsi in un vampiro (a suo avviso di razza superiore), usava bambini e vampiri per atroci esperimenti, e trasformò Vanitas, denominato "Numero 69", in una cavia umana. Vanitas poteva usare la sua forza per andarsene, ma si sentiva in colpa per la persona uccisa che ingannò gli Chasseur e per la vittima che sarebbe subentrata al suo posto. Salvò la vita al piccolo Mikhail, il nuovo arrivato che gli venne affidato, offrendosi di sostituirlo in un gravoso esperimento con la scusa di voler supportare la folle ricerca; di volta in volta, Moreau iniettava una parte del sangue del Vampiro della Luna Blu nel corpo di entrambi i ragazzini per trasformarli in pseudo membri del clan del succhiasangue, che fossero capaci di aprire due Libri di Vanitas. L'intervento della creatura leggendaria, che distrusse il laboratorio e recuperò i grimori, salvò i bambini da uno stato vegetativo cui si sarebbero ridotti a causa dello shock di un collegamento maccanico ai libri, e permise agli stessi di fuggire. Insieme al vampiro, Vanitas e Mikhail avrebbero trovato un modo per salvarsi da un'esistenza che, strappata dalla natura umana per avvicinarsi a quella vampirica, avrebbe potuto perdere improvvisamente il suo equilibrio precario ed entrare in contraddizione con la realtà naturale delle cose, provocando la distruzione dei loro corpi. Vanitas si rifiutava di ricorrere alla trasformazione in un membro del clan della Luna Blu, voleva restare umano fino alla fine, anche a costo della morte, ma qualcuno rubò il vero nome del vampiro leggendario, che bevve il sangue del ragazzo, costretto a ucciderlo, ad ereditarne il nome e parte dei poteri. Vanitas credette che anche Mikhail, gravemente ferito, fosse morto.

### Presente
Vanitas è un medico diciottenne specializzato in vampiri. Anche se umano, possiede il Libro di Vanitas, noto per modificare la formula costitutiva dei vampiri, ovvero per corrompere il loro nome e maledirli: venne costruito dal Vampiro della Luna Blu con l'intento di vendicarsi dei suoi simili, che lo perseguitarono ritenendone la nascita, avvenuta eccezionalmente in una notte di luna blu, segno di malaugurio e cattiva sorte. 
Vanitas s'intrufola sul dirigibile La Baleine per curare la vampira Amelia; benché temuto nel mondo vampirico, usa il potere sconosciuto del grimorio, riportando il nome dei vampiri alla sua forma originaria. Incontra Noè e, notandone la forza, gli chiede di collaborare, ritrovandosi a Parigi insieme a lui. Con le informazioni retribuite di Dante e il nuovo compagno, indaga sul contagio dei vampiri, che dopo la perdita del vero nome aggrediscono per soddisfare una sete incontrollabile di sangue; salvandoli, vuole vendicarsi del Vampiro della Luna Blu. 
Le indagini lo riportano dal dottor Moreau, che lo ricorda come la sua cavia preferita a causa dello spirito di sacrificio che induceva il ragazzo a fingere di voler assecondare i suoi esperimenti. Collegato a Charlatan, l'organizzazione responsabile dell'epidemia, l'uomo riesce a fuggire prima che Vanitas lo uccida. Svelata una parte del proprio passato, Vanitas avverte Noè, capace di vedere i ricordi delle vittime con cui si disseta, di non bere il suo sangue, e che in caso contrario lo ucciderà.
Dopo aver risolto il caso della Bête del Gévaudan salvando Chloé d'Apchier e Jean-Jacques Chastel, Vanitas ritrova Mikhail, sopravvissuto, che ricatta Noè perché beva il sangue del protagonista e scopra il motivo per cui quest'ultimo uccise Luna; Mikhail spera che Vanitas torni da lui, uccidendo Noè per proteggere i propri ricordi come chiestogli dal Vampiro della Luna Blu. Vanitas, che ha impiegato fatica per cancellare ogni traccia di Luna, si autoipnotizza e combatte contro Noè, ma questo, anche se adirato per il suo comportamento irriguardoso verso Dominique (ostaggio di Mikhail), non ha intenzione di ucciderlo e lo aiuta a riprendersi dopo averne compreso la scelta di solitudine, da cui il pensiero, da parte di Vanitas, di liberarlo dalla presenza dell'amica. Vanitas rifiuta di unirsi a Mikhail, illuso dal maestro di Noè di poter riportare in vita Luna, e decide di morire per mano del compagno vampiro, quando il potere del Vampiro della Luna Blu lo consumerà.

## Poteri e abilità
A causa degli esperimenti di Moreau, le ferite di Vanitas, avvicinatosi alla natura vampirica, guariscono molto più rapidamente della norma. Trasformandosi in un membro del clan della Luna Blu, il protagonista ha ereditato una parte dei poteri di Luna, e i suoi occhi, blu profondo, si sono schiariti acquistando la stessa luce azzurra della luna. Un'astermite particolarmente pura che nasconde un potere incredibile, chiamata "lacrima blu" o "lacrima di Dio", reagisce al marchio di possesso lasciatogli sul braccio dal succhiasangue leggendario. Addestrato inoltre come Chasseur, Vanitas si destreggia nel combattimento. 
Come armi usa:
- il Libro di Vanitas, con cui può modificare la Formula Mondiale, perciò anche il nome dei vampiri e le proprietà dell'astermite, disattivando da remoto le macchine alimentate dalla pietra o causandone malfunzionamenti; la "lacrima blu/lacrima di Dio" è incastonata nel grimorio;
- due pugnali, che nascondono all'interno del manico una corda con cui Vanitas lega o squilibra gli avversari;
- stupefacente: Vanitas può accrescere le proprie prestazioni iniettando nel collo una droga; accade nel combattimento con Noé;
- una pistola, rubata a Dante e impiegata nel medesimo scontro.

## Relazioni

### Vanitas e Noè
Vanitas ha da subito un'impressione positiva di Noè, il quale, benché non ricambi la simpatia, ne è incuriosito; Noè non riesce mai a capire cosa passi all'umano per la testa, ed è disposto a seguirlo anche ignorandone la volontà. Vanitas è diverso, non è ingenuo da credere che tutto si possa risolvere nel migliore dei modi, e perciò si ritrova più volte in contrasto con il compagno, soprattutto dopo essere stato costretto ad uccidere, per salvarla, una giovanissima vampira contagiata, che, ormai incurabile, prima di causare la morte oltre che della madre anche della sorellina gli aveva chiesto espressamente di eliminarla; Noè s'infuria, ma presto si dispiace di aver cercato d'imporre i suoi propositi su Vanitas per farlo desistere. L'umano e il vampiro non sembrano una coppia di amici. Vanitas minaccia di morte Noè quando quest'ultimo gli chiede di poter bere il suo sangue invitante, e si affretta a salvarlo dalla Bête del Gévaudan fingendosi distaccato; Noè non cambia la propria idea su Vanitas, sebbene dichiari di essere contento di come il ragazzo sia: Vanitas e Astolfo hanno subito entrambi la violenza dei vampiri, ma le esperienze hanno allontanato il primo dal sentimento di vendetta che invece acceca il giovane contro cui Noè ha combattuto. Il rapporto fra Vanitas e Noè si consolida nel corso del tempo. Per tutta la durata dello scontro con il protagonista, Noè desidera la fine delle ostilità. Non intende uccidere Vanitas, per cui si risparmia, dispiacendosi dell'espressione di collera che si accorge di aver mantenuto dall'inizio della disputa. Cercando di capire Vanitas, si rende conto del viso spaventato che l'umano aveva mentre sosteneva di volerlo liberare dalla presenza di Dominique, e, scoprendo la scelta di solitudine celata dietro una frase tanto irriguardosa verso l'amica, tenta di rinsavirlo facendosi riconoscere e smette di lottare. Vanitas non riesce ad ucciderlo e torna in sé. Il rapporto di fiducia stabilitosi dopo l'accaduto fa sì che Vanitas decida di farsi uccidere da Noè quando verrà consumato dal potere di Luna, e, dopo aver parlato con lui, rinunci ad usare il compagno per raggiungere i suoi scopi.

## Accoglienza
Vanitas ha affascinato il grande pubblico per bellezza, sensualità e personalità, risultando uno dei personaggi preferiti e più hot. Kestrel Swift lo definisce molto imprevedibile e appassionato, un giovane che teatralizza la bellezza e l'eleganza che gli sono proprie, contrapponendo il lato relativamente comico delle scene pacifiche a quello magnifico delle battaglie. MangaForever lo descrive come incredibilmente coinvolgente, a tratti infantile e capriccioso. Per Rebecca Silverman, scoprire la vera natura di Vanitas, che ha una «personalità generalmente sciocca» ma misteriosa, nonché capire se il protagonista sia un eroe o un nemico, è la questione principale della serie. Vanitas è considerato il personaggio più complesso dell'opera: «ad un primo approccio potrebbe risultare poco serio, sorridente e spensierato, ma in realtà è una delle menti più acute di Parigi, che è sempre un passo avanti a tutti, e che con i suoi modi poco convenzionali riesce ad ottenere i risultati che desidera»; dietro il suo sorriso, continua Andrea Terraglia, si nasconde una grande sofferenza. È difficile e complicato da capire quanto avvincente, scrive Anime Corner, e più umano che mai negli ultimi sviluppi, rendendo il finale davvero memorabile. Manga-News.com commenta che, quando il velo sulle sue zone d'ombra vien sollevandosi, Vanitas appare improvvisamente meno gioviale e disinvolto, e lo spettatore vi ha un nuovo approccio più cupo, il quale non deve dispiacere. 
Sebbene la spregiudicatezza ostentata la prima volta da Vanitas nei confronti di Jeanne non potesse passare inosservata, con Vanitas che immobilizza la ragazza non consenziente per poi comportarsi in modo audace con lei e baciarla appassionatamente (in un'epoca in cui la concezione del consenso ha reso discutibili classici come La bella addormentata nel bosco e Biancaneve e i sette nani) in un momento definito da Xianwei Wu «di inequivocabile aggressione sessuale proveniente dal nostro presunto protagonista eroico», le scene animate in cui lui concede alla vampira di bere il suo sangue hanno sorpreso positivamente per la quantità di sex appeal che le rende direttamente paragonabili a momenti di sesso, dopo aver visto la prima Caitlin Moore l'ha giudicata il momento migliore degli anime del 2021. Lara Adams analizza il ruolo di Vanitas in una serie di vampiri che si discostano dalla tradizione, identificando il dottore umano cui viene consumato il sangue come il personaggio più vampirico, che scambia i ruoli ed esemplifica al meglio i comportamenti convenzionali delle creature di finzione. Vanitas perverte l'amore, dopo aver goduto la prima volta gli effetti dell'afrodisiaco iniettato da Jeanne ricatta quest'ultima facendola bere solo da lui in futuro e vi instaura una relazione di natura completamente vampirica, ovvero lussuriosa, dominante, che non ammette in alcun modo l'amore puro. Vanitas desidera inseguire il piacere senza mai connettersi a un livello più profondo; non sa davvero cosa sia l'amore, Jeanne gli fa battere il cuore e tremare il corpo, che, sottolinea la Adams, sono reazioni associate all'eccitazione, e gli piace perché è divertente da stuzzicare e fisicamente, ma soprattutto perché, a suo avviso, non lo amerà mai; e l'amore non corrisposto è tipico dei vampiri convenzionali, che desiderano una relazione dominante senza amore reciproco. Inoltre, Vanitas risponde in modo molto positivo quando i vampiri si comportano in modo più tradizionale nei suoi confronti. Con una personalità che tende a sopraffare i compagni, non mostra alcun riguardo per l'autonomia degli altri, vede alla pari Noè solo quando questo ne ignora sfacciatamente i desideri, e gli permette di seguirlo con la convinzione di non piacergli e che sia impossibile sviluppare una simpatia reciproca. Secondo Anime News Network, Noè e Jeanne sono le uniche persone capaci di scuoterlo costantemente, soprattutto Jeanne, a causa dei sentimenti romantici o sessuali verso di lei o perché, rispetto a Noè, ella vi ha un approccio più imprevedibile; il rapporto con Noè appare tuttavia meno superficiale: nei confronti di Jeanne, Vanitas recita il ruolo del buon dottore o del salvatore, permettendole di soddisfare la sua sete malata di sangue abbeverandosi da lui, ma Noè riesce a vedere anche i suoi lati peggiori, per cui sembra che la relazione di amicizia sia più forte dell'attrazione fra l'umano e la donna vampiro. La reazione di Vanitas che si accorge di essere innamorato di Jeanne ha divertito gli spettatori.
Natsuki Hanae ha riscontrato un ampio successo per il doppiaggio di Vanitas, di cui interpreta abilmente ogni lato della personalità. La stessa Jun Mochizuki ribadisce più volte che Vanitas «ha una gran bella voce».